# Henry Condell
Henry Condell (* unbekannt; † Dezember 1627 in London) war ein Schauspielerkollege William Shakespeares und gab, zusammen mit John Heminges, dessen gesammelte Werke 1623 als Folio heraus.
Man nimmt an, dass er schon seit etwa 1590 oder 1591 als Schauspieler arbeitete, aber seine erste dokumentierte Aufführung war 1598 in Ben Jonsons Stück Every Man in his Humour. Danach trat er regelmäßig im Rahmen der Schauspieltruppe Lord Chamberlain’s Men auf, die sich nach 1603 in King’s Men umbenannte. Er spielte in John Websters Stück Die Herzogin von Malfi (The Duchess of Malfi) und hatte auch führende Rollen in Stücken seiner Zeitgenossen Francis Beaumont und John Fletcher. Im Jahr 1616 zog er sich von der Bühne zurück.
Sein Name wird 30 Jahre lang zusammen mit dem John Heminges genannt. Beide waren Schauspieler, beide waren Teilhaber am Globe-Theater und am Blackfriars Theatre und persönlich befreundet mit William Shakespeare; dieser hinterließ beiden in seinem Testament je 26 Schillinge und 8 Pence zum Kauf eines „Trauerrings“. Gemeinsam veranlassten sie die Veröffentlichung von Shakespeares sämtlichen Werken in der berühmten Folio-Ausgabe von 1623.
| Personendaten    | Personendaten           |
| ---------------- | ----------------------- |
| NAME             | Condell, Henry          |
| KURZBESCHREIBUNG | englischer Schauspieler |
| GEBURTSDATUM     | vor 1590                |
| STERBEDATUM      | Dezember 1627           |
| STERBEORT        | London                  |